# Prey (gra komputerowa 2006)
Prey – gra komputerowa z gatunku first-person shooter. Początkowo produkowana przez studio Apogee (później 3D Realms), ale ukończona ostatecznie przez Human Head Studios i wydana na świecie przez Take-Two Interactive 11 lipca 2006. W Polsce dystrybuowana przez Cenegę.

## Fabuła
Tworzenie fabuły zaczęło się już w 1995. Pierwsza wersja fabuły była osadzona w „niedalekiej przyszłości”, w której Obcy porywają ludzi z Ziemi i osadzają ich na swojej planecie. Bohaterem gry miał być biały człowiek, który wyposażony w specjalny biokostium przez Obcych przystąpił do likwidacji najeźdźców.
Kiedy Prey był niemal ukończony, jego główny projektant Tom Hall zmienił fabułę, destabilizując projekt. Zmiany spowodowały, że bohaterem nie jest biały człowiek, ale Indianin, zostaje porwany nie na planetę Obcych, ale ich statek kosmiczny, i zamiast biokostiumu posiada dwie bransolety; jedna przeznaczona do obrony, druga jako translator napisów.
W wersji stworzonej przez Human Head Studios Indianin, którym gracz steruje, dostaje imię Tommy i jest zwyczajnym mechanikiem, który chciałby prowadzić dużo bardziej oryginalne życie niż to na Dzikim Zachodzie, gdzie żyje. Wraz ze swym ekscentrycznym dziadkiem idzie do baru spotkać się ze swoją, pracującą tam, dziewczyną. W samym barze rozpoczyna się bójka dwóch pijaków, do której dołącza główny bohater. Nagle wszyscy obecni zostają porwani przez kosmitów na ich statek kosmiczny, a dziadek Tommy'ego zostaje natychmiast uśmiercony. Młody Indianin ma więc tylko dwa główne cele w grze: spacyfikować najeźdźców (przy okazji musi przeżyć) i uratować swoją ukochaną.

## Rozgrywka
W 1997 na targach E3 obecnym zawróciły w głowie często używane w Preyu portale zaprojektowane przez jednego z głównych programistów, Williama Scarborro. Nie był to nowatorski pomysł, portale zastosowano wtedy już w dwóch pierwszych grach z serii gier komputerowych Descent. Portale w Preyu miały jednak różne kształty, każda komnata na planszy była traktowana oddzielnie (system podobny od PVS w Quake'u); każda była połączona specjalnym linkiem, co umożliwiło poruszanie się nie po kolei; przez portal widziało się pomieszczenie, do którego się wchodziło, a po przejściu pierwsze przejście znikało. Dodatkowo przejście do innej lokacji następowało bez jakiegokolwiek ekranu ładowania. Efekt wtedy występujący zaszokował publiczność. Portale na tej samej zasadzie przetrwały także w finalnej, obecnej wersji Preya.
Human Head Studios uznało jednak, że w obecnych czasach to za mało, by przyciągnąć graczy. Pierwszym nowatorstwem jest system interakcji z otoczeniem, dzięki któremu właśnie Duke Nukem 3D zyskał sympatię graczy, a który był planowany także w starym Preyu. Już na samym początku gry można w toalecie odkręcić wodę, umyć i wysuszyć ręce, a w samym barze można przełączać kanały w telewizji oraz utwory w szafie grającej, zagrać w jednorękiego bandytę, poker, "oczko" i klon Pac-Mana (zwany Rune-Manem na cześć wcześniejszej kultowej gry Human Head, Rune). Oczywiście tego typu interakcji jest dużo więcej.
Nowością wśród gier FPS jest zastosowana w Prey możliwość oddzielenia duszy od ciała bohatera i pokierowania nią. Ciało bohatera jest narażone wówczas na ataki wrogów, a do martwej materii powrócić nie można. Jednak dusza może przełączać dźwignie itp. normalnie niedostępne dla gracza, np. zabezpieczone polem siłowym. Dodatkowo duch nie może zginąć. Innym oryginalnym zastosowaniem jest nieśmiertelność bohatera. Po "śmierci" w świecie wiecznie żywych gracz strzela do astralnych ptaków, których zabicie regeneruje pasek zdrowia. Po chwili gracz wraca do tego samego miejsca, w którym zginął.
W grze występuje siedem rodzajów broni o specyficznych właściwościach. Np. karabin można użyć w trybie alternatywnym jako snajperkę. Pająki wyłapywane w zakątkach statku posiadają nóżki wybuchające niczym granaty. Wystarczy oderwać pająkowi jedną z nóżek, odrzucić i odczekać, aż wybuchnie. Innym przykładem jest karabin wielofunkcyjny, do którego amunicję się pobiera ze specjalnych urządzeń na ścianach. Trzy z czterech rodzajów broni działają jak te używane w Quake'u. Ostatnim unikalnym pomysłem w grze jest możliwość zmiany grawitacji w statku po wciśnięciu odpowiedniego przycisku na ścianach, które wtedy stają się podłogami.

## Produkcja
Prey został wymyślony w 1995 przez studio Apogee (obecnie 3D Realms), które po ukończeniu strzelaniny Rise of the Triad postanowiło stworzyć kolejny produkt, tym razem mający być prawdziwą rewolucją w świecie gier. Projekt został stworzony przez programistę Toma Halla. Zapowiadał stworzenie pierwszej gry w środowisku 3D, a sukces innej gry firmy, Duke Nukem 3D, przyspieszył prace nad grą. Równocześnie zaczęła się także produkcja Duke Nukem Forever.
Zmiany formuły gry, odchodzenie kolejnych jej twórców z Apogee i inne problemy doprowadziły do kolejnych przesunięć premiery, co wkrótce doprowadziło niemal do fiaska projektu. Wprawdzie częściowo odbudowano zespół, stworzono grywalne demo do pokazania na E3 w 1997 (podczas którego dano mu tytuł najlepszej gry targów), ale ostatecznie tworzenie gry zostało definitywnie zawieszone w 1998.
Prace nad Preyem zostały wznowione w 2005 przez studio Human Head Studios. Tym razem próba ukończenia produkcji się powiodła i ostatecznie produkt na świecie został wydany 11 lipca 2006.

### Silnik graficzny
W latach 1995–1998 Prey był tworzony na silniku specjalnie stworzonym przez Apogee. Umożliwiał wyświetlanie plansz z wysokiej jakości oświetleniem i cieniami, posiadał także tekstury w wysokich rozdzielczościach, a jego zaletą były niskie wymagania sprzętowe – procesor 90 MHz, 45 MB HDD, 2 CD, karta grafiki SVGA, dowolna karta dźwiękowa. Najnowszy Prey był zaś robiony na zmodyfikowanym silniku Doom 3 Engine. Efektem tego jest gra o stosunkowo dobrej jakości oprawy graficznej, lecz w związku z tym wymagania sprzętowe gry są relatywnie wysokie.

## Niewydana kontynuacja
W 2011 roku Bethesda Softworks zapowiedziała prace nad kontynuacją Preya pod nazwą Prey 2. Nowa gra miała być oparta na silniku id Tech 4 firmy id Software. Prey 2 miał ukazać się jeszcze w 2012 roku, jednak tworzące grę studio Human Head Studios napotkało problemy związane z jej produkcją, później przewidywano wydanie gry w roku 2016. Grę ostatecznie anulowano w październiku 2014. Zamiast niej w 2017 roku wydano nową grę o tytule Prey, minimalnie tylko nawiązująca do gry z 2006.